# Théâtre romain d'Ostie
Le théâtre romain d'Ostie a été construit à l'époque augustéenne et remanié à la fin du IIe siècle. Il a été bâti dans la zone qui, sous la République romaine, avait été délimitée pour l'usage public par le préteur urbain de Rome, le long du Tibre, à l'est des murs du castrum républicain. À l'époque d'Auguste, l'édifice pouvait accueillir 3 000 spectateurs, puis 4 000 après la rénovation.

## Histoire

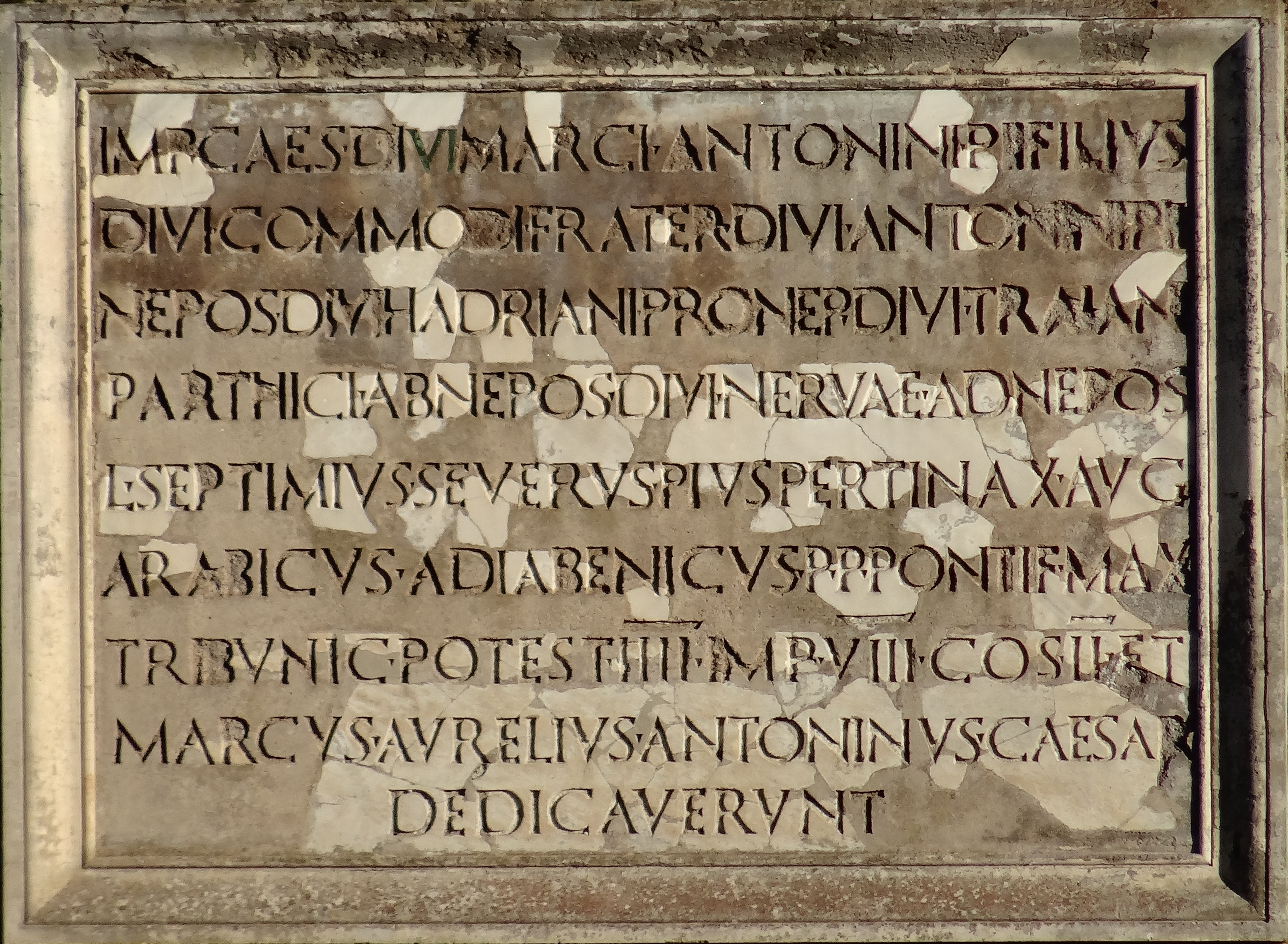
Reconstitution avec des fragments originaux de l'inscription dédicatoire du théâtre de Septime Sévère et de Caracalla

Le théâtre a été construit à la fin du Ier siècle av. J.-C. par Agrippa, ami et gendre d'Auguste, en opus reticulata et opus quadratum de tuf pour le portique de la façade, ainsi que la place des Corporations, située dans les coulisses.
Le bâtiment de la scène a subi des modifications, reconstruit sur une plus grande hauteur, vers le milieu du Ier siècle et à l'époque d'Hadrien. À la fin du IIe siècle, il fut restauré et agrandi en briques. À la fin du IVe siècle, le bâtiment fut restauré par le préfet de l'Annona qui créa un système hydraulique permettant d'inonder l'orchestre et d'y organiser des spectacles aquatiques. Entre la fin du Ve siècle et le VIe siècle, les arcs du premier ordre furent murés pour transformer le théâtre en forteresse défensive.
L'édifice a été fouillé entre 1880 et le début du XXe siècle et largement restauré en 1927. Aujourd'hui, il accueille des représentations et des spectacles.

## Description

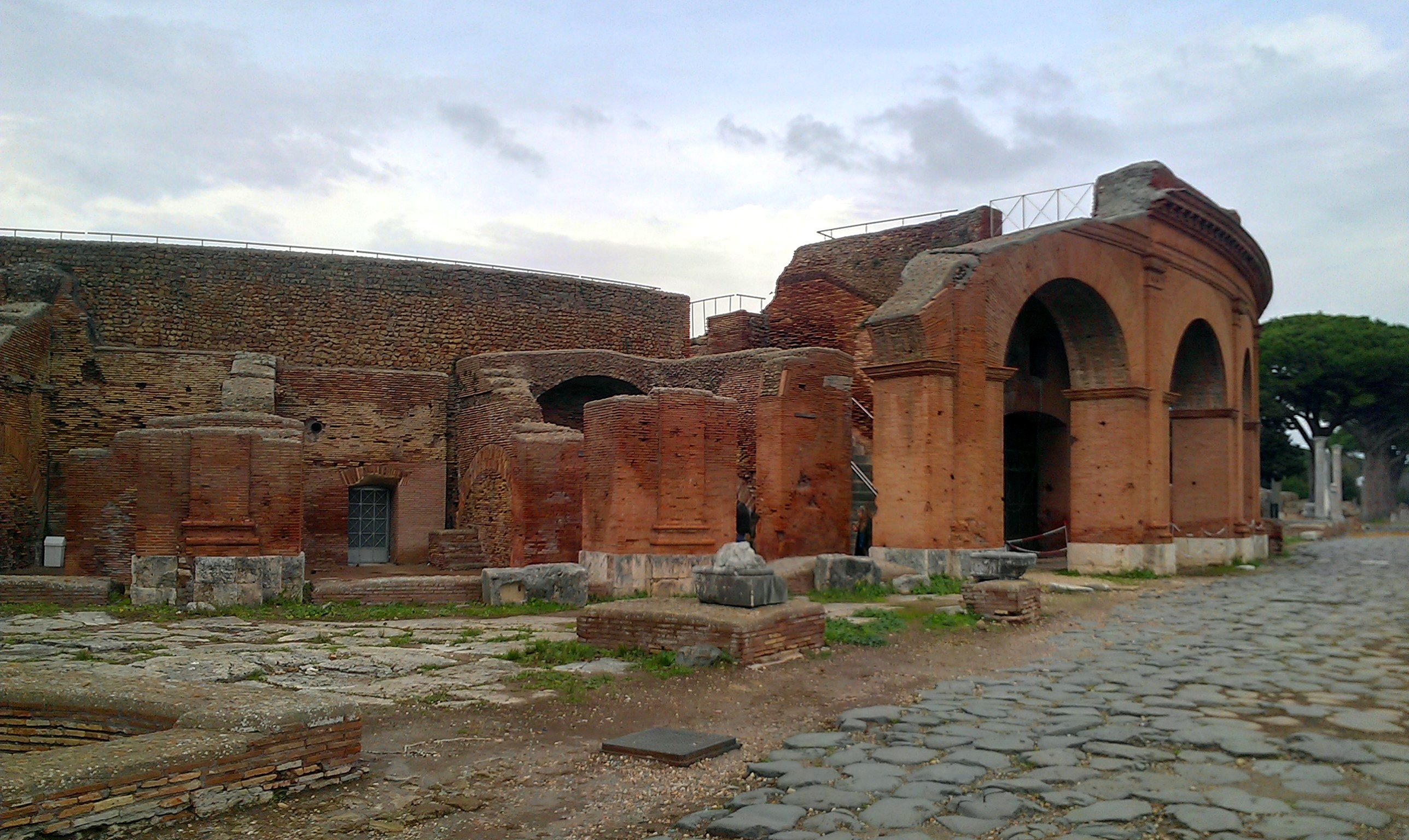
Façade du théâtre sur le decumanus maximus

C'était un théâtre romain typique, avec une cavea soutenue par des arcs, surplombant le decumanus maximus : les espaces entre celle-ci et la façade courbe du théâtre avaient été pavés de travertin et délimités par des cippi également en travertin, équipés de chaînes. Deux nymphées (fontaines monumentales semi-circulaires) y avaient été construites  .
Devant le théâtre, sur le decumanus, il y avait deux arcs, dont subsistent les paires de piliers en brique, qui s'appuyaient contre les arcs du théâtre et le portique des Arcs de Triomphe, du côté opposé de la rue. C'était l'arc honorifique dédié à Caracalla par les citoyens d'Ostie en 216. Peut-être que les deux arcs étaient reliés par un toit en bois, faisant ainsi office de hall d'entrée au théâtre.
Les arcs de la façade, largement restaurés, reposaient sur des piliers massifs en brique avec une base en travertin. Au-dessus s'élevaient les pilastres toscans qui encadraient les arcs du premier ordre, avec des chapiteaux, des bases et un entablement réalisés avec des briques de forme spéciale. La façade comportait à l'origine deux ordres d'arcs, surmontés d'un attique avec fenêtres ; au deuxième ordre, les pilastres en brique étaient d'ordre ionique et d'autres pilastres plus petits étaient présents sur les côtés des lucarnes, peut-être d'ordre corinthien. Au-dessus des fenêtres de l'attique se trouvaient des étagères en saillie, destinées à soutenir les solides poteaux en bois qui soutenaient le rideau (velum), insérés dans la corniche de couronnement.
À l'intérieur des arcs se trouvait un portique-déambulatoire concentrique, qui s'ouvrait sur une série de seize pièces disposées radialement, en alternance avec l'entrée centrale vers les sièges situés plus bas et les quatre escaliers qui permettaient d'accéder aux sièges des deuxième et troisième niveaux. Les seize pièces radiales abritaient des tabernae (boutiques) équipées d'une arrière-salle et d'une mezzanine, accessibles par un escalier dont subsistent les premières marches en brique. Les tabernae étaient décorées de fresques simples. Dans le déambulatoire, à droite de l'entrée principale, se trouve un puits avec un porche en travertin.
Le couloir d'accès central était recouvert de marbre au sol et sur les murs et la voûte était décorée de stuc. Lors de la rénovation du IVe siècle, des sièges en marbre ont été placés dans la partie la plus intérieure, qui réutilisait les bases de la Place des Corporations, aujourd'hui désaffectée. La partie la plus extérieure et les pièces adjacentes (tabernae avec arrière-salle) devenaient des citernes, aux murs recouverts d'opus signinum : de là, l'eau arrivait à l'orchestre par deux trous pratiqués dans les parois latérales de la partie la plus intérieure du couloir.

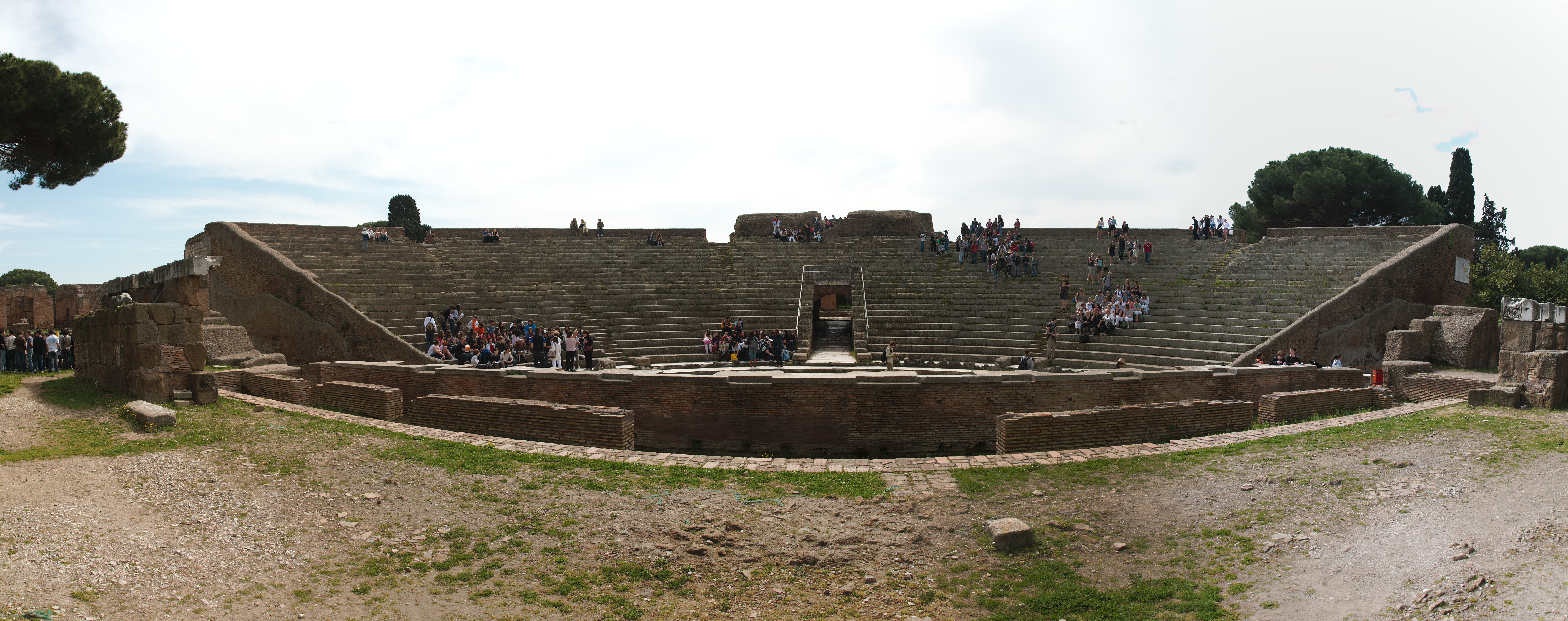
L'auditorium du théâtre romain d'Ostie (vue grand angle)

À l'origine, le couloir permettait d'accéder à l'orchestre, qui était également pavé de marbre. Les trois premières marches de la cavea, basses et aux revêtements de marbre encore conservés, étaient destinées à abriter les sièges des places réservées aux personnages les plus importants. Viennent ensuite les secteurs supérieurs et un portique dans la summa cavea (au sommet de la cavea) avec des colonnes de marbre (maintenant surélevées derrière la scène).
L'un d'eux porte le relief d'un génie devant un sanctuaire, vêtu d'un manteau et tenant une corne d'abondance dans la main gauche, tandis que, avec la patera dans la droite, il effectue une libation sur un autel cylindrique. L'inscription ci-dessous consacre le relief au génie de la Castra peregrina des frères Optazianus et Pudens, appartenant au corps militaire des frumentarii.
Les parodoi (couloirs entre la cavea et le bâtiment de scène, sur les côtés de l'orchestre) conservent des vestiges de la maçonnerie originale de l'époque augustéenne.

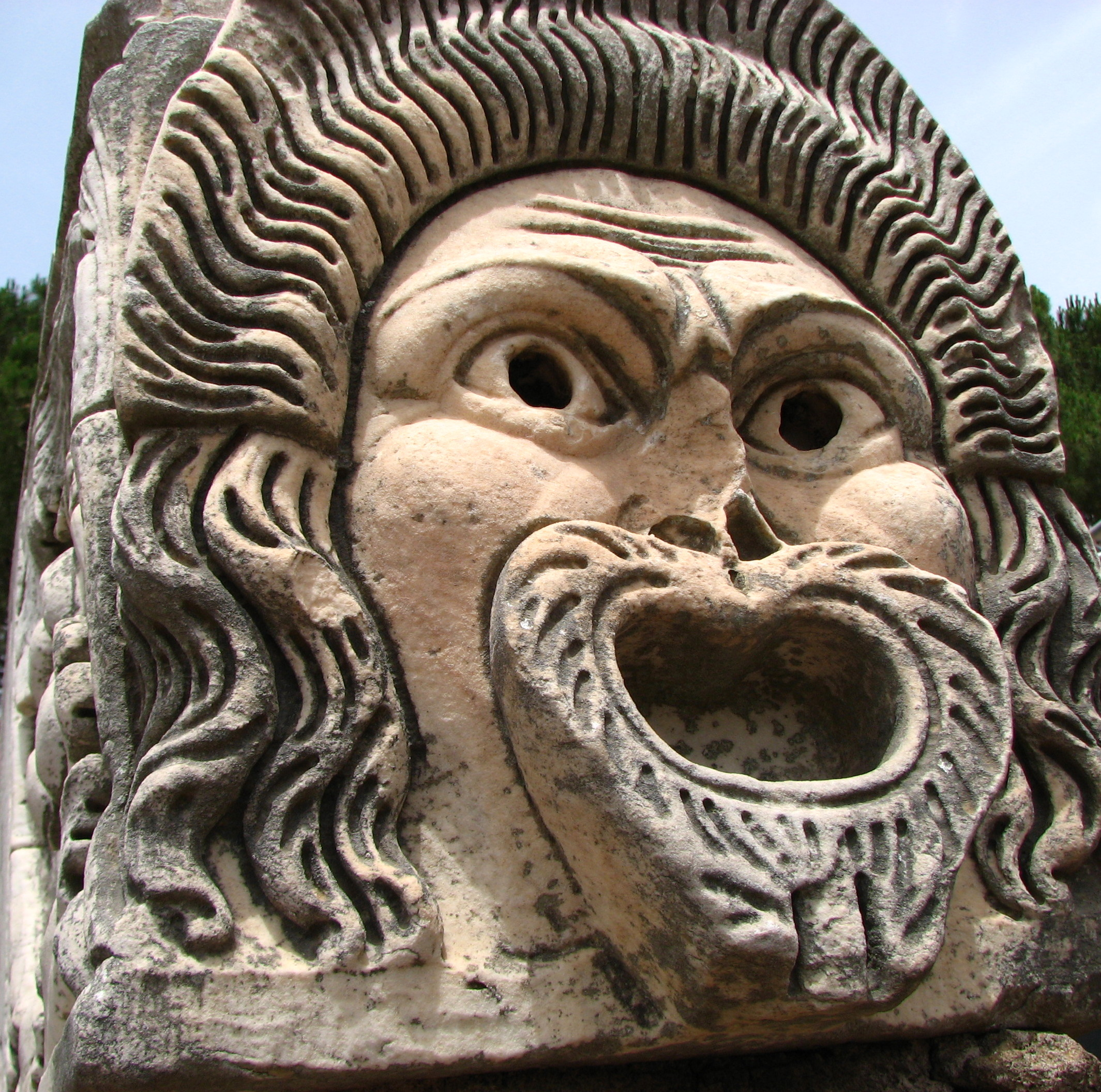
Masque de théâtre de la décoration du théâtre d'Ostie

L'avant-scène surélevée au-dessus de l'orchestre était décorée en façade d'une série de niches alternativement semi-circulaires et rectangulaires, recouvertes de marbre et encadrées par des colonnettes soutenant une couronne saillante. Au-dessus se trouvent des étagères décorées de masques de théâtre.
Le front de scène (frons scaenae) n'était pas divisé en niches, reprenant le plan linéaire de celui de l'époque augustéenne. Des piliers et des colonnes de marbre y étaient placés, disposés en trois ordres.